# Zespół Sneddona
Zespół Sneddona – choroba autoimmunologiczna o nieustalonej etiologii. Objawy kliniczne wynikają z procesu immunologicznego toczącego się w ścianach naczyń.
Na obraz choroby składają się trzy grupy objawów:
- objawy skórne – sinica siateczkowata i groniasta
- objawy neurologiczne – przemijający atak niedokrwienny, udar niedokrwienny mózgu, zaburzenia poznawcze
- objawy sercowo-naczyniowe – nadciśnienie tętnicze, niedomykalność zastawki mitralnej, choroba Takayasu.